# Benedetto Marcello

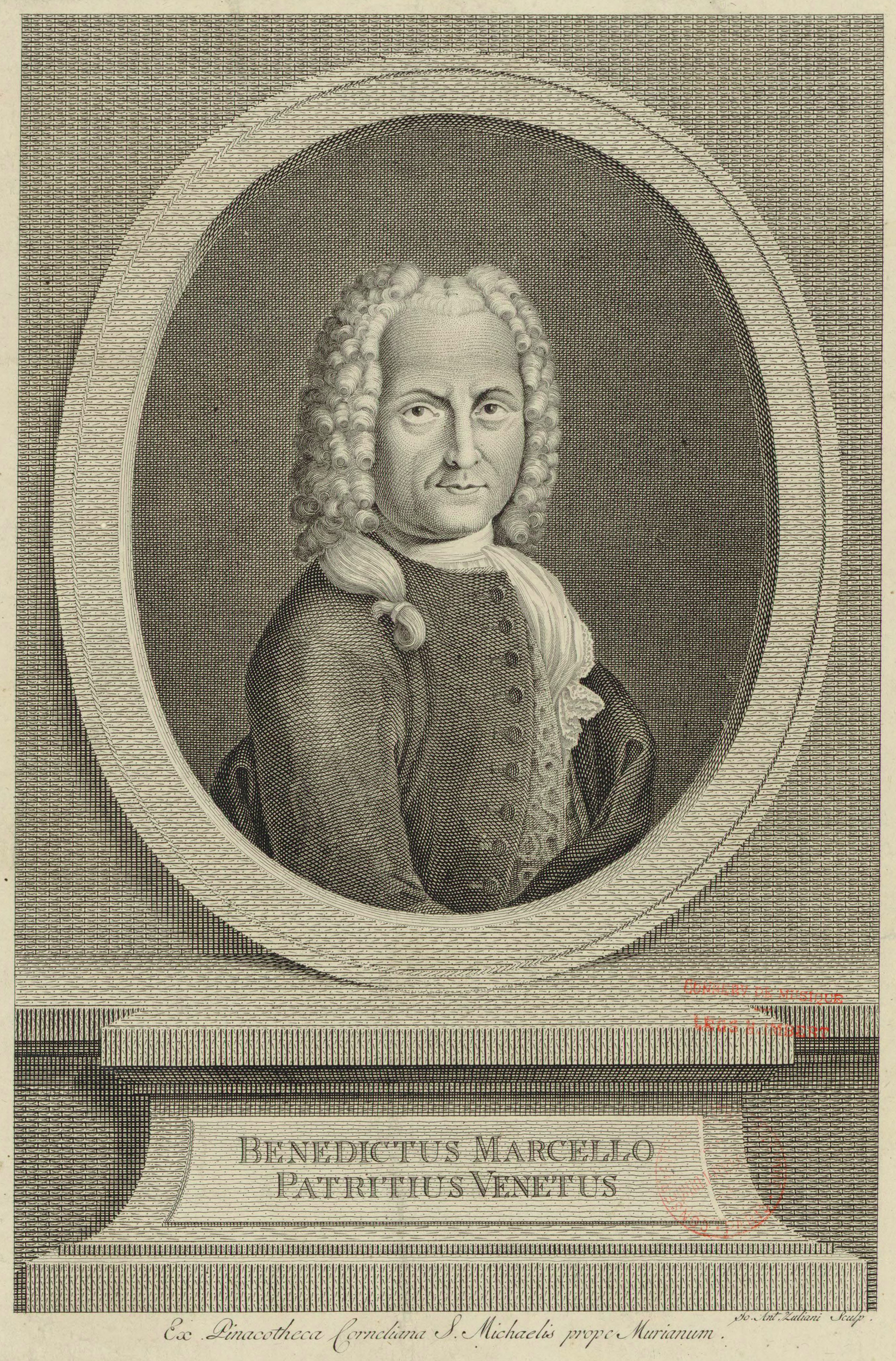
Benedetto Marcello

Benedetto Marcello (n. 9 august 1686, Veneția, Republica Veneția – d. 24 iulie 1739, Brescia, Republica Veneția) a fost un oboist, compozitor, scriitor, avocat, magistrat si profesor italian, frate al la fel de celebrului compozitor italian Alessando Marcello.
1. 1 2  „Benedetto Marcello”, Gemeinsame Normdatei, accesat în 27 aprilie 2014
2. 1 2 3  Archivio Storico Ricordi, accesat în 3 decembrie 2020
3. 1 2  Autoritatea BnF, accesat în 10 octombrie 2015
4. ↑  Benedetto Marcello, SNAC, accesat în 9 octombrie 2017
5. ↑  Benedetto Marcello, Musicalics
6. ↑  Benedetto Marcello, Gran Enciclopèdia Catalana
7. ↑  „Benedetto Marcello”, Gemeinsame Normdatei, accesat în 31 decembrie 2014
8. ↑  CONOR.SI[*] Verificați valoarea |titlelink= (ajutor)